# 圣神堂 (贝加莫)
圣神堂（Santo Spirito）是一座罗马天主教教堂，位于意大利伦巴第大区贝加莫的圣灵广场（piazzetta Santo Spirito）。

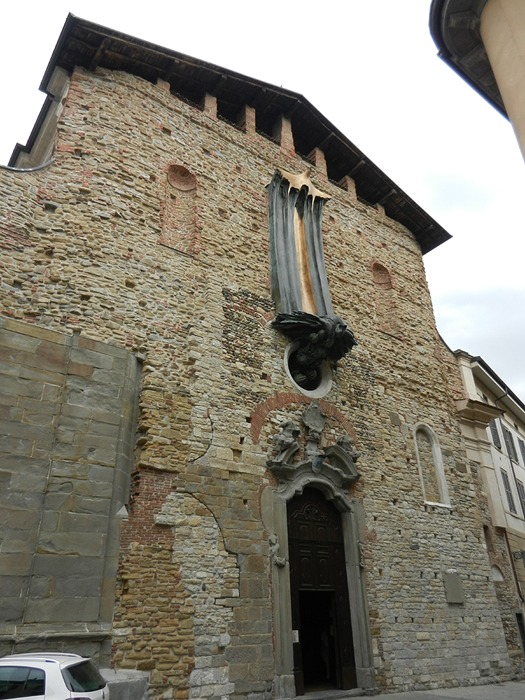
圣神堂

## 历史
该堂由威廉·朗戈枢机主教创建于1300年代，与邻近的一家医院和本笃会修道院一起建立。1475年，它被分配给拉特朗清规咏经团。
在15世纪早期，它进行了翻新；在1530至1535年，中殿重建，每边有五个小堂。彼得罗·伊莎贝尔洛参与了16世纪的重建。1720年，乔瓦尼·巴蒂斯塔·卡尼安纳领导了下一次整修。

## 室内装饰

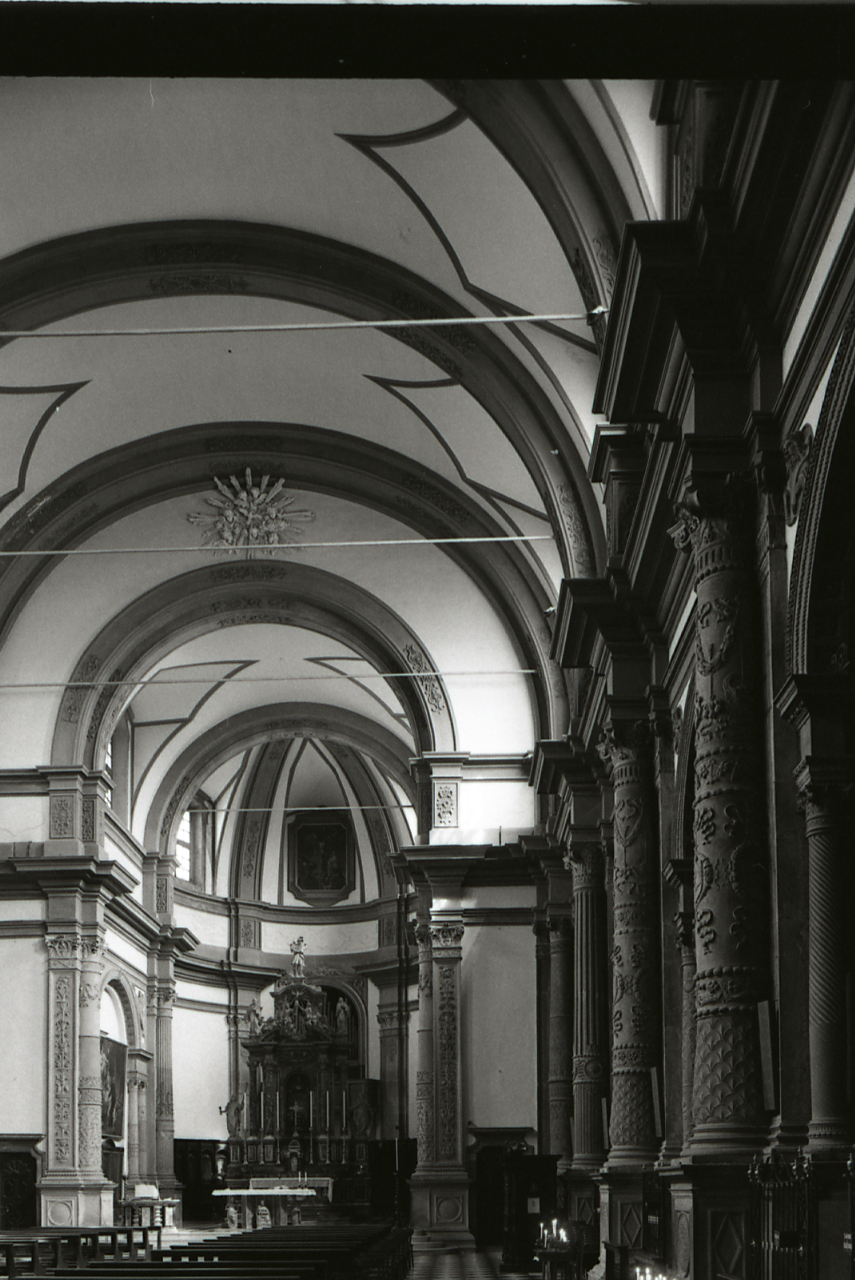
内部，保罗·蒙蒂摄

右边的第一个小堂有两幅油画：朱利奥·卡皮奥尼的《下十字架》和多梅尼科·维亚尼的《圣安多尼的奇迹》。右边的第二座小堂建于1512年，由彼得罗·伊莎贝尔洛设计，最初有安德里亚·普雷维塔利的祭坛画，现在在左边的第一个小堂里。

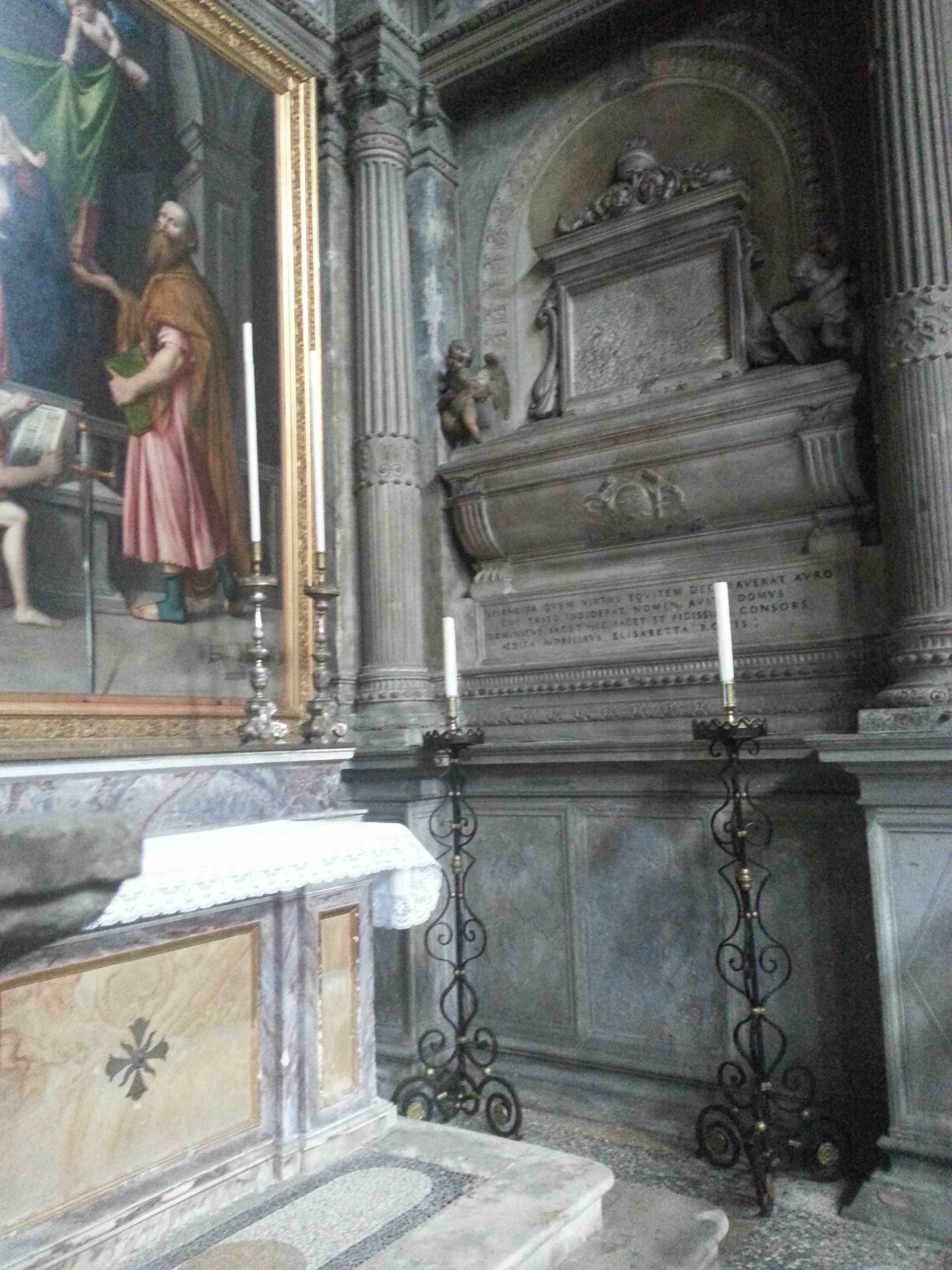
奥古斯丁·塔索和卡特琳娜·塔索墓

在第四个小堂有一幅洛伦佐·洛托的画作《圣母子与圣加大肋纳、奥斯定、圣巴斯弟盎和安多尼》（1521年）。它两侧有两张油画：《达尼尔在狮子坑里》和吉安·保罗·卡瓦尼亚的《圣方济各受圣伤》。祭衣间正祭台的雕塑，曾经是奥古斯丁·塔索和卡特琳娜·塔索墓的一部分。木制唱经楼雕刻于16世纪，原来的50个stall只剩17个。
左侧的第一个小堂是奥古斯丁·塔索和卡特琳娜·塔索的墓地，还有一幅西皮奥内·皮亚扎的《圣母子与圣伯多禄圣保禄和天使》。还有一幅油画，是安德烈·普雷维塔利的《圣若翰洗者与其他圣徒》。左侧的第二座小堂是安布罗吉奥·贝尔戈诺内的《圣母受圣神感孕与圣徒》（1507年）。左侧的第三个小堂是一幅14世纪的祭坛画《善导之母与婴孩》。左侧的第四座小堂里是彼得罗·罗塔里的画作《耶稣受难》。